# Hochwasserrückhaltebecken Götzenbach
Das Hochwasserrückhaltebecken Götzenbach, auch Götzenbachsee genannt, dient dem Hochwasserschutz im Leintal, westlich von Göggingen bei Schwäbisch Gmünd im Ostalbkreis in Baden-Württemberg.
Angelegt wurde dieses Hochwasserrückhaltebecken (HRB) – wie zehn weitere HRB entlang der Lein – vom Wasserverband Kocher-Lein. Mit dem Bau dieser Hochwasserrückhaltebecken soll die Hochwassergefahr im Leintal beidseitig und im mittleren Kochertal vermindert werden. Im Dauerstau hat es eine Staufläche von 3,4 ha und 90.000 m³ Speicherinhalt, die sich im Hochwasserfall bis auf 45 ha und 1.750.000 m³ vergrößern kann. Der Staudamm hat eine Höhe von 23 m.

## Freizeit
Der Stausee kann für Freizeitaktivitäten genutzt werden. Es gibt Wiesen mit Feuerstellen, Wandermöglichkeiten, Parkplätze, einen Irrgarten, ein Campinggelände und Gastronomie.